# The Feed
The Feed è una serie televisiva britannica trasmessa dal 16 settembre 2019 su Virgin Media. La serie è basata sull'omonimo romanzo di Nick Clark Windo.
In Italia, la serie è distribuita dal 28 novembre 2019 sul servizio streaming Starz Play.

## Trama
Nella Londra del futuro prossimo, la serie segue la famiglia inglese di Lorenz Hatfield, l'uomo che ha inventato un'onnipresente tecnologia chiamata The Feed. Impiantata nel cervello, The Feed permette alle persone di condividere informazioni, emozioni e ricordi istantaneamente. Ma quando le cose cominciano ad andare male e gli utenti diventano micidiali, la famiglia si spinge oltre, mentre essi lottano per il controllo del mostro che hanno scatenato.

## Episodi
| Stagione       | Episodi | Prima TV UK | Pubblicazione Italia |
| -------------- | ------- | ----------- | -------------------- |
| Prima stagione | 10      | 2019        | 2019                 |

## Luoghi delle riprese
Le riprese principali per la prima stagione sono cominciate a maggio 2018 nel Regno Unito. Le scene sono state girate a Shrewsbury, in Inghilterra. Si sono concluse nel dicembre 2018. Le riprese della seconda stagione sono iniziate l'11 gennaio 2019 e si sono svolte nel centro storico di Liverpool, in Inghilterra.

## Distribuzione
La serie sarà distribuita in streaming su Amazon Prime Video negli Stati Uniti, in Canada e in America Latina e attraverso le piattaforme internazionali di Liberty Global, tra cui Virgin Media nel Regno Unito. La All3Media International distribuirà la serie in tutto il mondo, oltre alle piattaforme Amazon e Liberty Global. 
In Italia, Spagna e Francia la serie sarà pubblicata da Starz Play.